# Soresa Fida
Soresa Fida (ur. 27 maja 1993) – etiopski lekkoatleta specjalizujący się w biegach średniodystansowych.

## Osiągnięcia
| Rok  | Impreza                     | Miejsce  | Konkurencja         | Pozycja    | Wynik   |
| ---- | --------------------------- | -------- | ------------------- | ---------- | ------- |
| 2010 | Mistrzostwa świata juniorów | Moncton  | bieg na 1500 metrów | eliminacje | 3:46,45 |
| 2011 | Mistrzostwa Afryki juniorów | Gaborone | bieg na 1500 metrów | 3. miejsce | 3:36,38 |
| 2011 | Igrzyska afrykańskie        | Maputo   | bieg na 1500 metrów | 7. miejsce | 3:45,10 |

## Rekordy życiowe
- Bieg na 800 metrów – 1:46,88 (2012)
- Bieg na 1500 metrów – 3:34,72 (2011)
- Bieg na 1500 metrów (hala) – 3:39,74 (2012)